# Liste der Naturdenkmale in Dreis
Die Liste der Naturdenkmale in Dreis nennt die im Gemeindegebiet von Dreis ausgewiesenen Naturdenkmale (Stand 11. März 2024).

## Naturdenkmale
| Nr.         | Bezeichnung | Lage                                       | Beschreibung                               | Bild                                    |
| ----------- | ----------- | ------------------------------------------ | ------------------------------------------ | --------------------------------------- |
| ND-7231-501 | Laubengang  | nördlich des Ortes; Flur Auf Frugfeld Lage | Carpinus betulus, Allee aus ca. 200 Bäumen | Direkt Bild zu diesem Denkmal hochladen |

## Ehemalige Naturdenkmale
| Nr. | Bezeichnung            | Lage                               | Beschreibung                                         | Bild                                    |
| --- | ---------------------- | ---------------------------------- | ---------------------------------------------------- | --------------------------------------- |
|     | Sieben alte Linden     | südlich des Ortes an der L 43 Lage | Tilia sp., sieben Bäume; Rechtsverordnung aufgehoben | Direkt Bild zu diesem Denkmal hochladen |
|     | Ein alter Mehlbeerbaum | südlich des Ortes an der L 43 Lage | Sorbus sp. Rechtsverordnung aufgehoben               | Direkt Bild zu diesem Denkmal hochladen |